# مصطبة البصيري
مصطبة علاء الدين البصيري (محراب جركس): (معالم المسجد الأقصى)

مصطبة علاء الدين البصيري

تقع مصطبة علاء الدين البصيري في الركن الشمالي الغربي من المسجد الأقصى المبارك، في المنطقة الواقعة شرقي باب الناظر مع ميل طفيف نحو الجنوب. يعود تاريخ إنشائها إلى فترة العصر المملوكي في عام 800هـ/1397م على يد الأمير سيف الدين جركس الناصري.
تتألف المصطبة من بناء منبسط حجري مربع الشكل، ترتفع تقريباً نصف متر عن أرض ساحة المسجد الأقصى المبارك ويصعد إليها عبر درجتين من الحجر. في منتصف القسم الجنوبى منها يوجد محراب حجري مستطيل الشكل وفي وسطه حنية حجرية تعلوها طاقية المحراب والتي تُوجَت بعقد حجري مدبب ترتكز أرجله على عمودين صغيرين من الرخام. ويوجد على المحراب لوحة كتب عليها اسم باني المحراب الأمير سيف الدين جركس الناصري وألقابه.
للمصطبة عدة تسميات تاريخية منها "مصطبة البصيري" و"محراب جركس", أما سبب تسميتها بمصطبة البصيري فيرى البعض أن القاضي علاء الدين البصيري-ناظر المسجد الأقصى- هو من بناها لأول مرة في القرن السابع الهجري الموافق للقرن الثالث عشر ميلادي ومن ثم بنى الأمير سيف الدين جركس المحراب عليها.
أدت المصطبة دوراً تعليمياً بارزاً كمكان لتدريس العلوم الشرعية ونشر المعرفة الدينية. كما أسهم وجودها في تعزيز القيمة الجمالية والوظيفية لساحات المسجد الأقصى، حيث تمثل نموذجاً للعمارة الإسلامية التي تجمع بين الجانب العملي والجمالي.